# Hanlon borotvája
Hanlon borotvája szerint:
„Sose tulajdonítsd rosszindulatnak azt, amire az ostobaság is elégséges magyarázat.”
A Status-Q nevű honlap Robert J. Hanlonnak tulajdonítja az idézetet.
Egy hasonló idézet található Robert Heinlein A birodalom logikája (Logic of Empire) című 1941-es novellájában. Egyes vélemények szerint[pontosabban?] a „Hanlon” valójában a „Heinlein” eltorzult formája.
A mondást mások[pontosabban?] I. Napóleon császárnak tulajdonítják.
Több irodalmi műben is fellelhetőek megfigyelések arra nézve, mennyivel gyakoribb az emberi tévedés a rosszindulathoz képest.
Goethe Az ifjú Werther szenvedései című 1774-es művében, a következőt írja:
„És én, drága barátom, e kis ügy kapcsán megint rájöttem, hogy félreértés és lustaság talán több zavart kelt a világban, mint a ravaszság és gonoszság. E két utóbbi legalábbis feltétlenül ritkább.”
M. N. Plano a mondás egy továbbfejlesztett változatát fogalmazta meg:
„Sose tulajdonítsd a rosszindulatnak azt, ami butasággal is megmagyarázható. Ne tulajdonítsd butaságnak azt, ami a tudatlanság miatt is lehet. És ne feltételezd, hogy az ellenfeled tudatlan – amíg nem győződtél meg róla, hogy nem te vagy az.”

## Lásd még
- MeatBall:AssumeStupidityNotMalice
- Murphy törvénye
- Occam borotvája
- Johari-ablak vak területe

## Külső hivatkozások
- Jargon File: Hanlon borotvájáról (angolul)